# Aluminiun Arak FC
El Aluminium Arak Football Club es un equipo de fútbol iraní que actualmente juega en la Iran Pro League y que fue fundado en 2001 bajo el nombre de PAS Arak Football Club. Está establecido en la ciudad de Arak y juega sus partidos de casa en el Estadio Imam Khomeini.

## Entrenadores
| - Ali Rashidi (2001-03) - Nasrollah Abdollahi (2003-04) - Hossein Kazerani (2004) - Ali Rashidi (2004) - Mansour Pourheidari (2004-05) - Hossein Abangah (2005) - Mansour Pourheidari (2005-07) - Faraz Kamalvand (2007-08) - Naser Ebrahimi (2008) - Javad Zarincheh (2008-09) - Castro Flore (2009) - Savio Sousa (2009-10) - Mansour Pourheidari (2010) - Yaghoub Vatani (2010-11) - Nader Dastneshan (2011-12) - Ali Hanteh (2012) - Hamid Jafari (2012) - Abolfazl Ghadamian (2012-13) - Ahmad Chahi (2013) | - Farshad Fallahatzadeh (2013) - Mohammad Navazi (2013) - Asghar Sharafi (2013) - Ali Rashidi (2013) - Ali Nikbakht (2013-14) - Mehdi Pashazadeh (2014-15) - Gholamreza Delgarm (2015-16) - Davoud Mahabadi (2016-17) - Mehdi Pashazadeh (2017) - Hamed Basiri (2017-18) - Mohammad Rabiei (2018) - Faraz Kamalvand (2018-19) - Mahmoud Fekri (2019) - Rasoul Khatibi (2020-21) - Mahmoud Khoramzi (2021) - Alireza Mansourian (2021) - Mehdi Rahmati (2022-23) - Rasoul Khatibi (2020-21) - Mojtaba Hosseini (2023-) |

## Palmarés
- Liga 2 (1): 2015